# لویجی مارتینی
لویجی مارتینی (به ایتالیایی: Luigi Martini) بازیکن فوتبال و سیاستمدار اهل ایتالیا است که از سال ۱۹۷۴ میلادی عضو تیم ملی فوتبال ایتالیا بوده و در ۱ بازی ملی حضور داشته‌است. او در بازی‌های ملی‌اش گلی به ثمر نرساند.
لویجی مارتینی آخرین بازی ملی خود را در سال ۱۹۷۴ میلادی انجام داد.